# Huta Kryształowa
Huta Kryształowa – osada w Polsce (osiedle po byłym PGR) położona w województwie podkarpackim, w powiecie lubaczowskim, w gminie Lubaczów. Wchodzi w skład sołectwa Podlesie.
Zachodnią część wsi stanowi nieistniejąca już wieś Sieniawka, licząca w 1943 oroku 901 mieszkańców.
W latach 1975–1998 miejscowość administracyjnie należała do województwa przemyskiego.
Wierni Kościoła rzymskokatolickiego należą do parafii św. Andrzeja Boboli w Baszni Dolnej.

## Zabytki
Według rejestru zabytków NID na listę zabytków wpisana jest gorzelnia z pocz. XX w., nr rej.: A-816 z 28.09.1995.

Gorzelnia z pocz XX w.
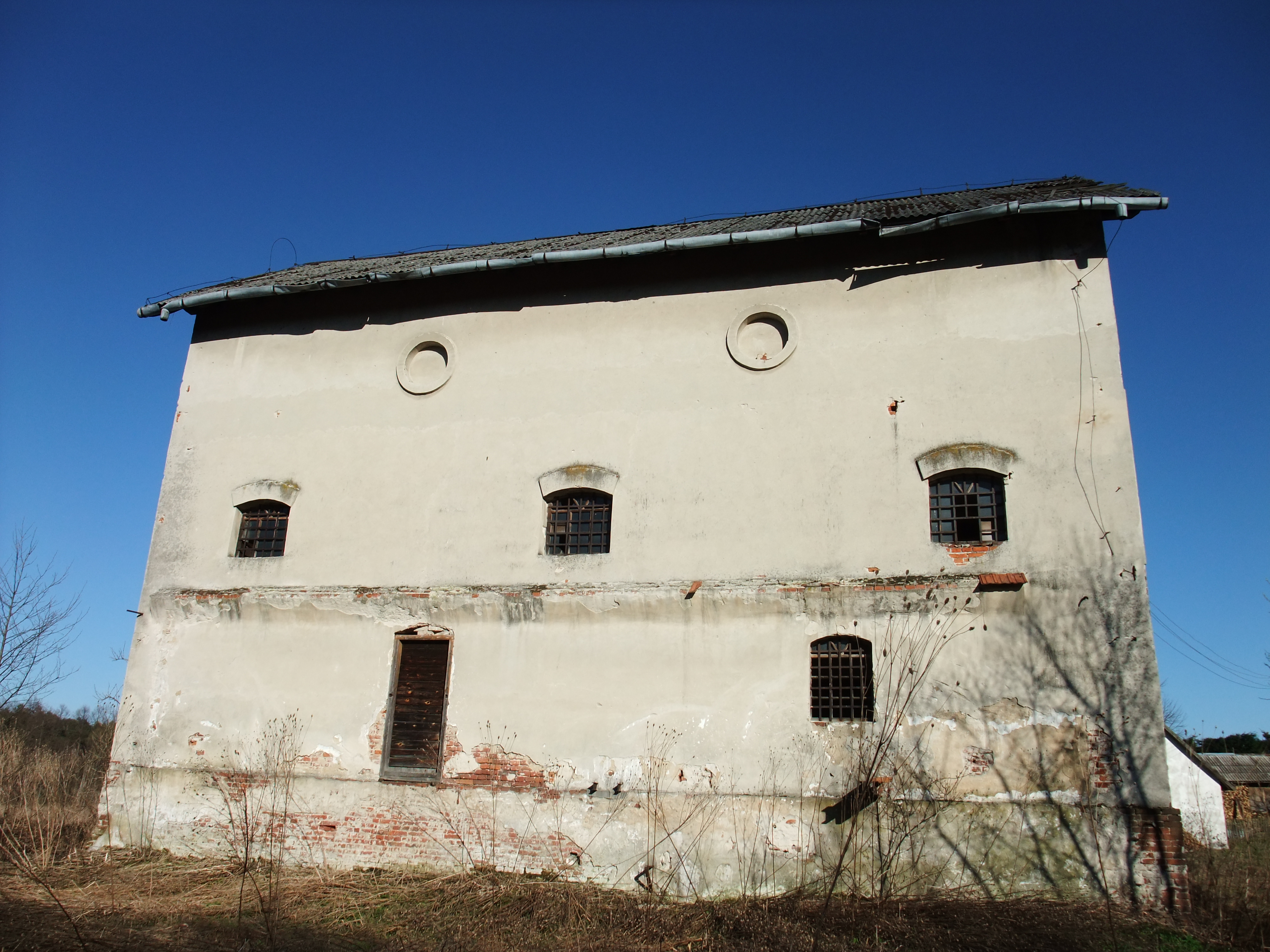
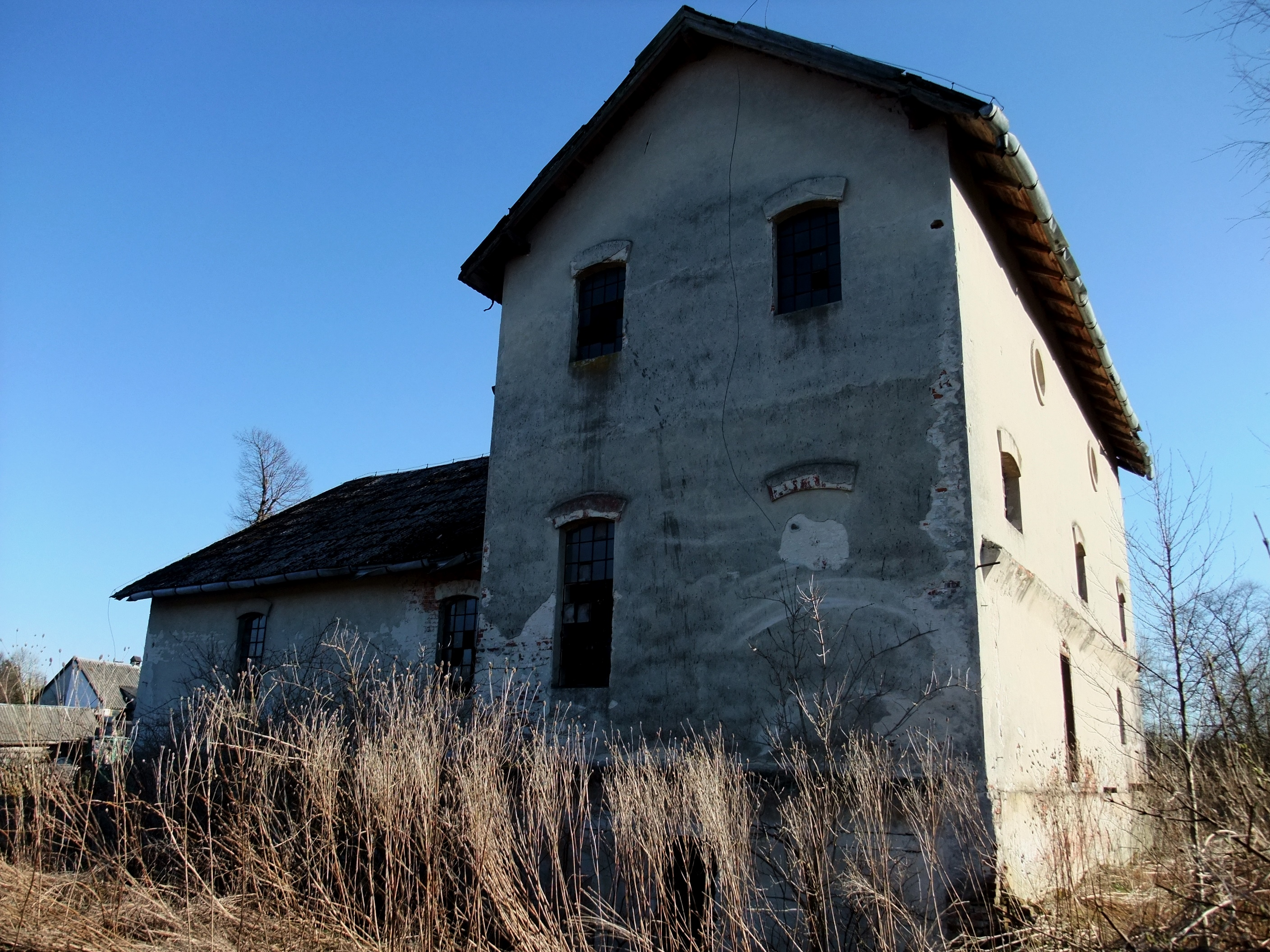
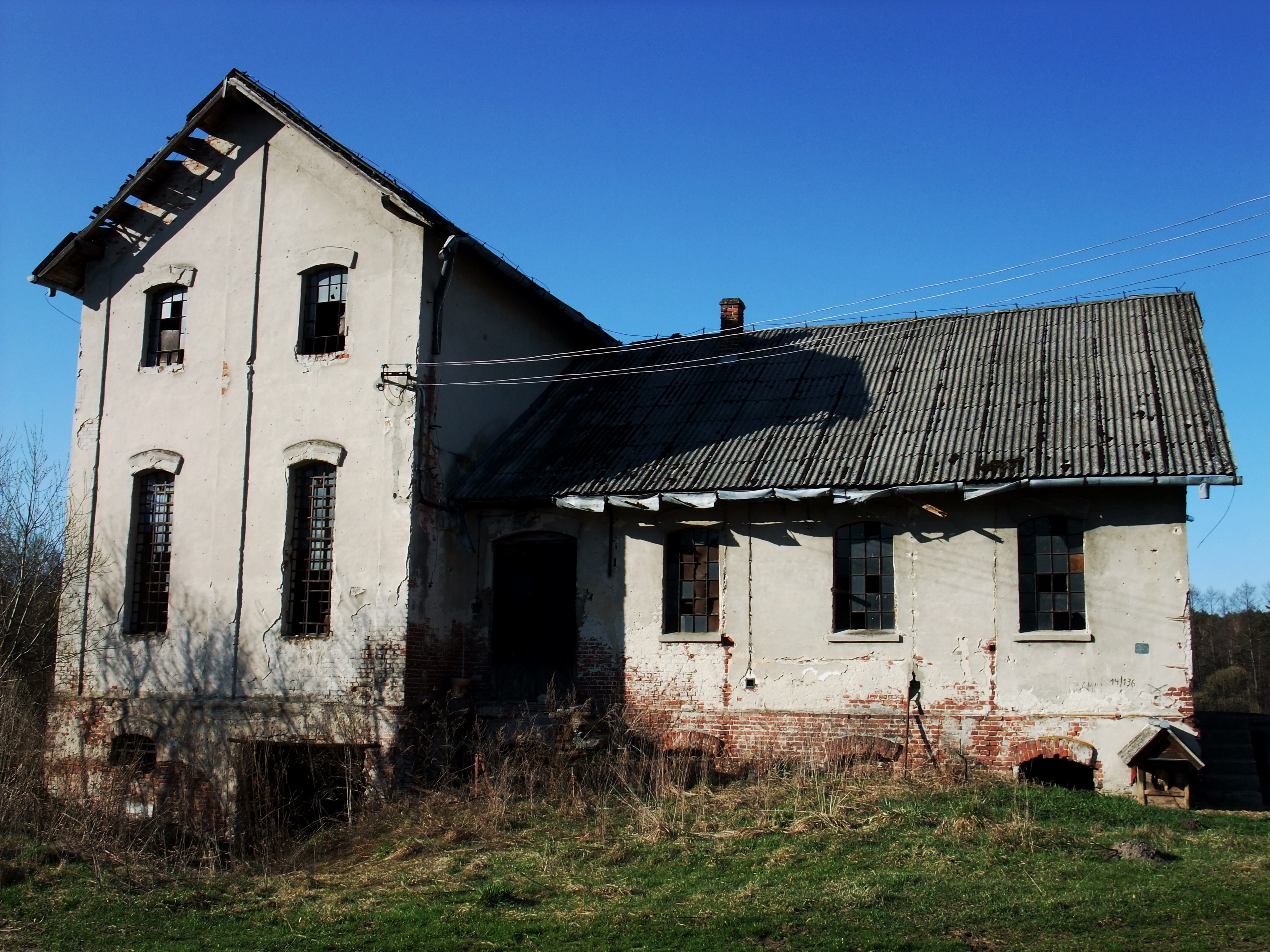